# Dambulla
Dambulla (en cingalés: : දඹුල්ල Dam̆bulla, en tamil: : தம்புள்ளை Tampuḷḷai) es una ciudad situada en el distrito de Matale de la Provincial Central de Sri Lanka. A 148 kilómetros al nordeste de Colombo y a 72 kilómetros al norte de Kandy.
La principal atracción de la ciudad es el Estadio Internacional de Rangiri Dambulla, famoso por ser construido en sólo 167 días. La ciudad también tiene las montañas de cuarzo de rosa más grandes del sur de Asia. Por último conserva el bosque de madera de hierro, llamado Namal Uyana.

## Arqueología

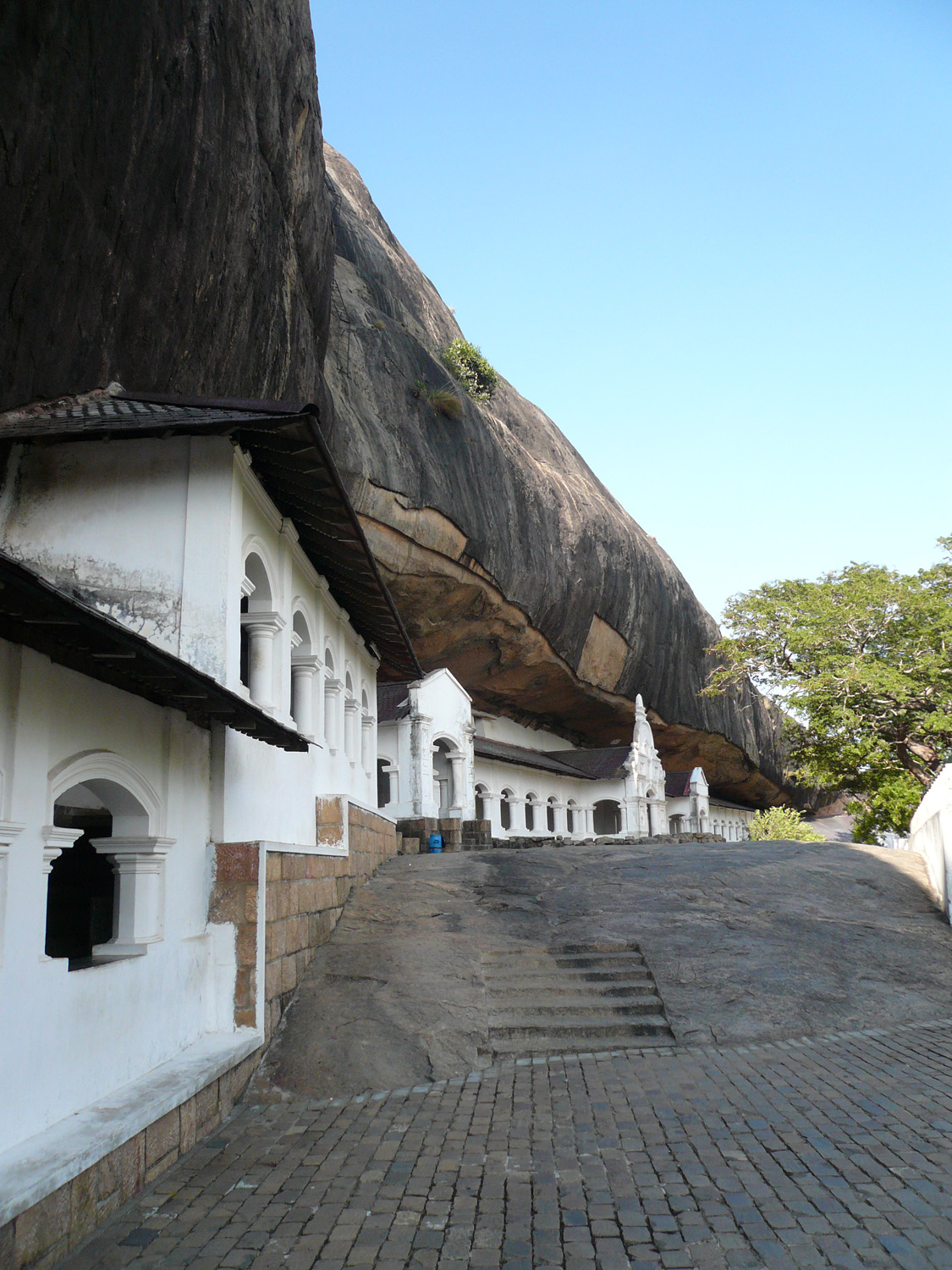
Vista del Templo de Oro de Dambulla.

Ibbankatuwa es un sitio de entierro prehistórico cerca de los complejos de templo de la cueva de Dhambulla o cuevas convertidas en templo, como el Templo de Oro de Dambulla. Es el sistema más grande y mejor conservado de Sri Lanka. Último lugar arqueológico de importancia encontrada aquí, y está situado dentro de los 3 kilómetros de los templos-cueva. Pruebas evidente sobre la presencia de civilizaciones nativas mucho antes de la llegada de la influencia india sobre la isla.